# Rhodomyrtus tomentosa
Rhodomyrtus tomentosa ist eine Pflanzenart aus der Gattung Rhodomyrtus innerhalb der Familie der Myrtengewächse (Myrtaceae). Sie ist in Süd- und Südostasien verbreitet und wird dort als Nutzpflanze kultiviert, in weiteren tropischen und subtropischen Ländern entwickelte sie sich nach der Einführung als Zierpflanze zu einer invasiven Art.
In asiatischen Kulturen wurde Rhodomyrtus tomentosa als Medizinalpflanze zur Behandlung bakterieller Infektionen und zur Stärkung des Immunsystems angewendet. Vielfältige pharmakologische Wirkstoffe der Pflanze wecken am Beginn des 21. Jahrhunderts erneutes wissenschaftliches Interesse.

## Beschreibung

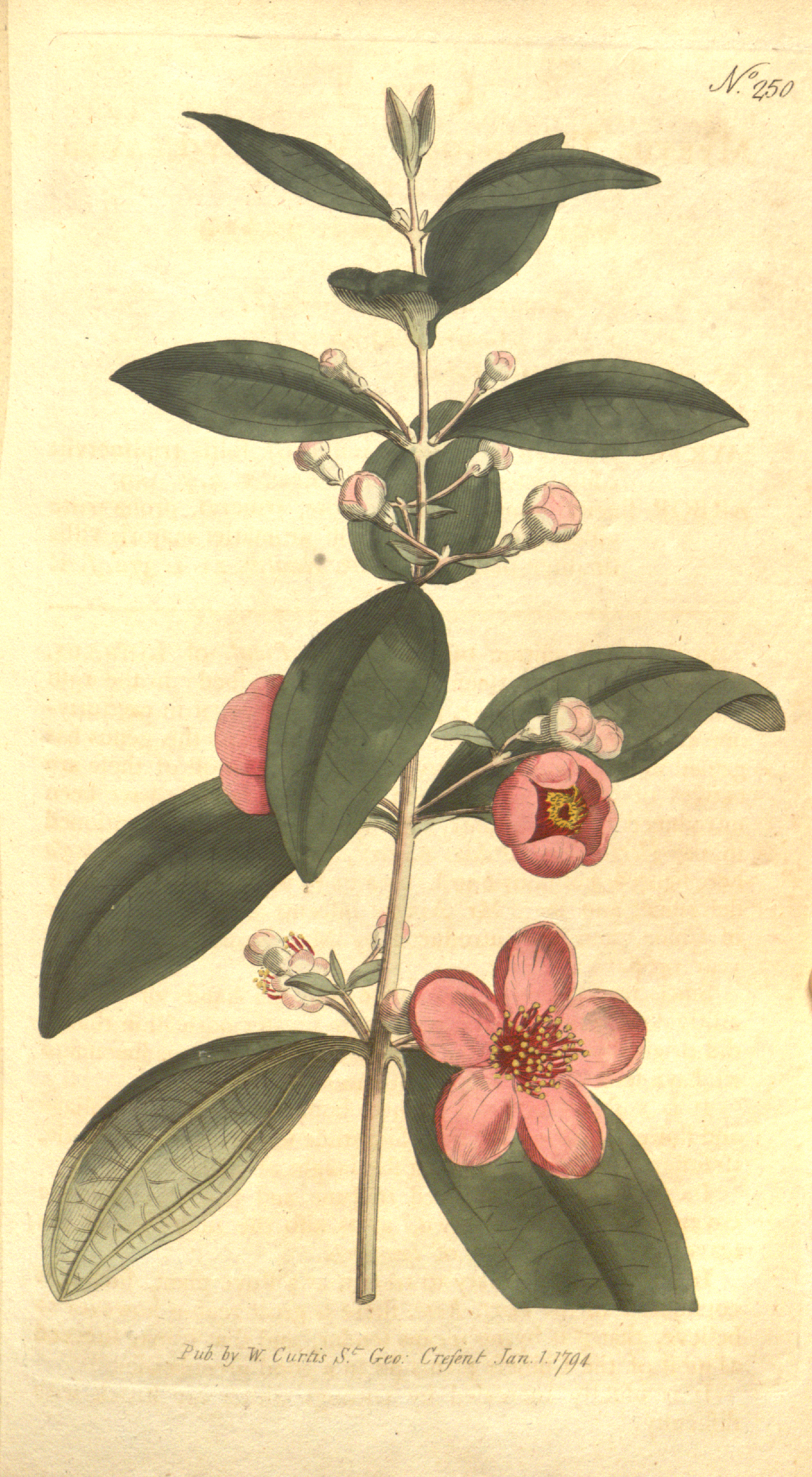
Illustration bei The Botanical Magazine, Volume 7, 1794, Tafel 250

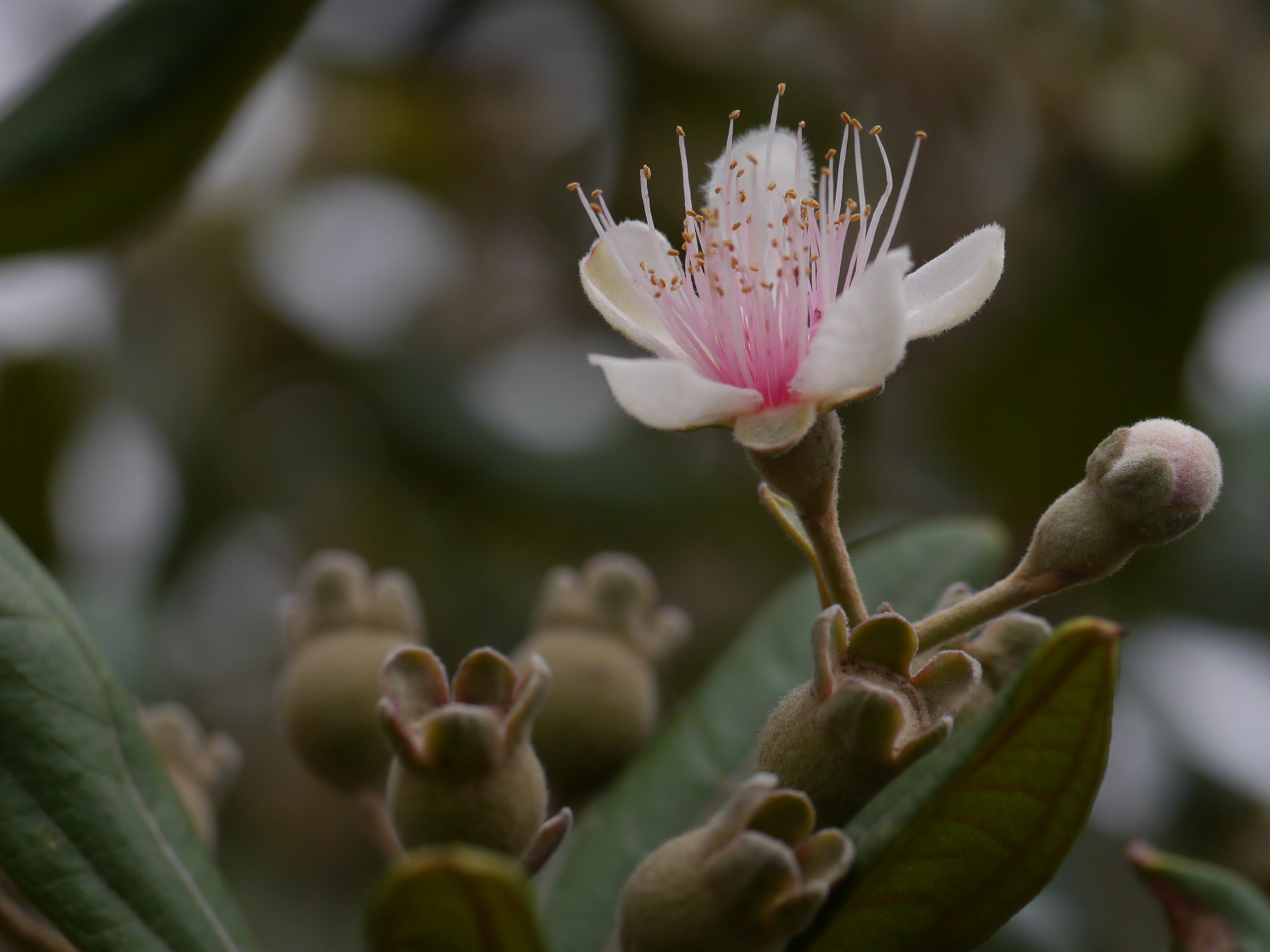
Blüte

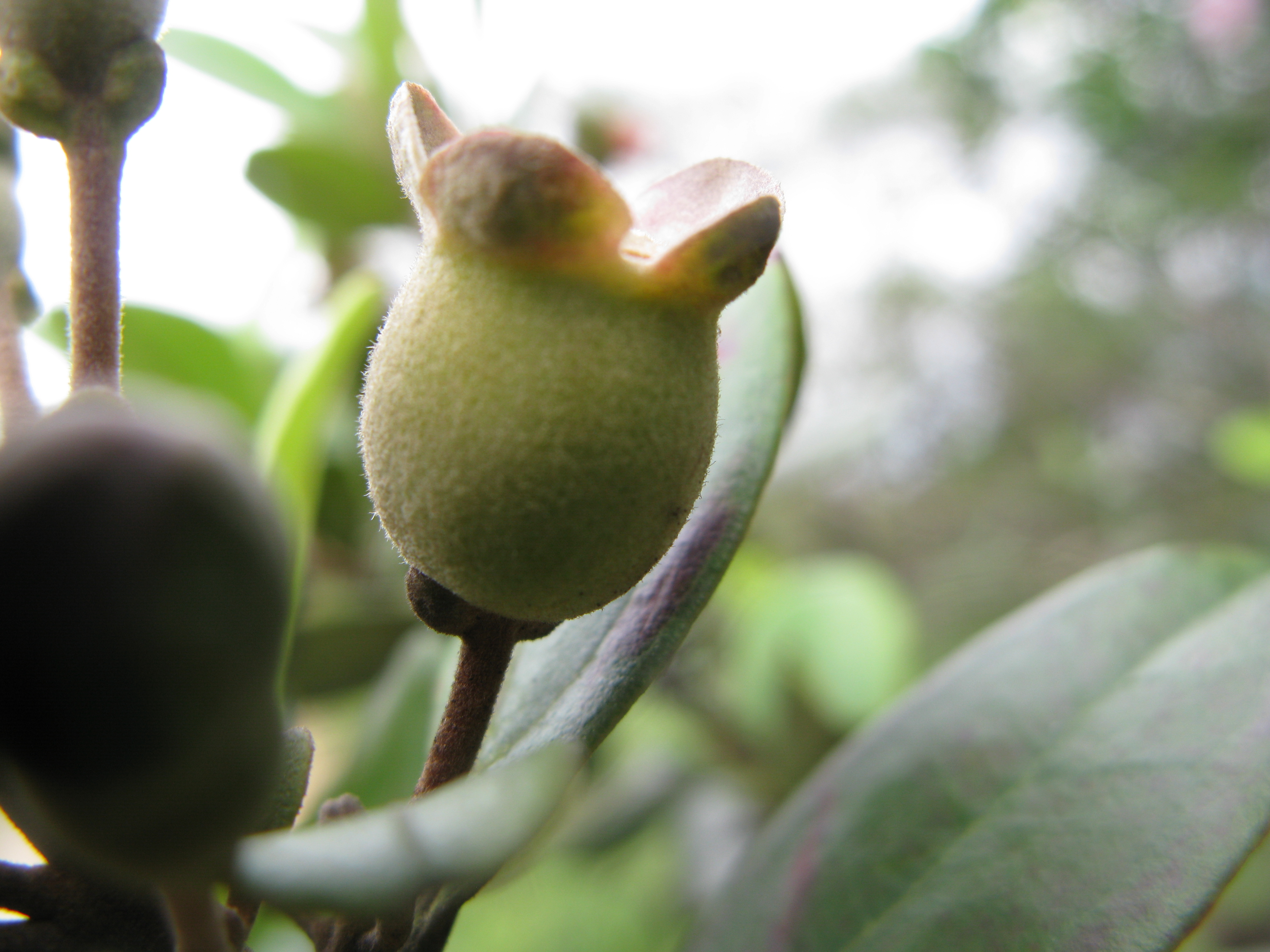
Unreife Frucht

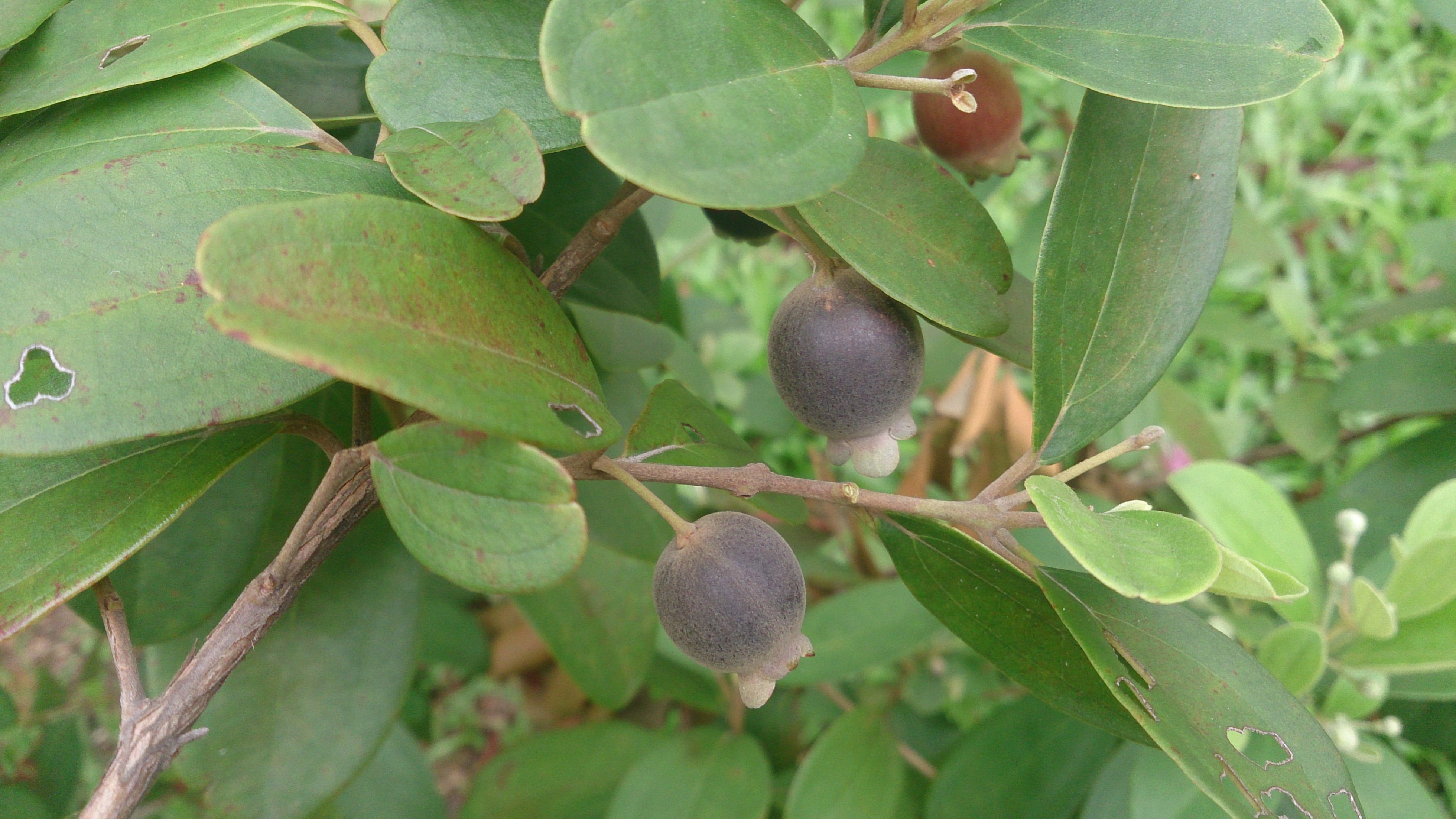
Reife Frucht

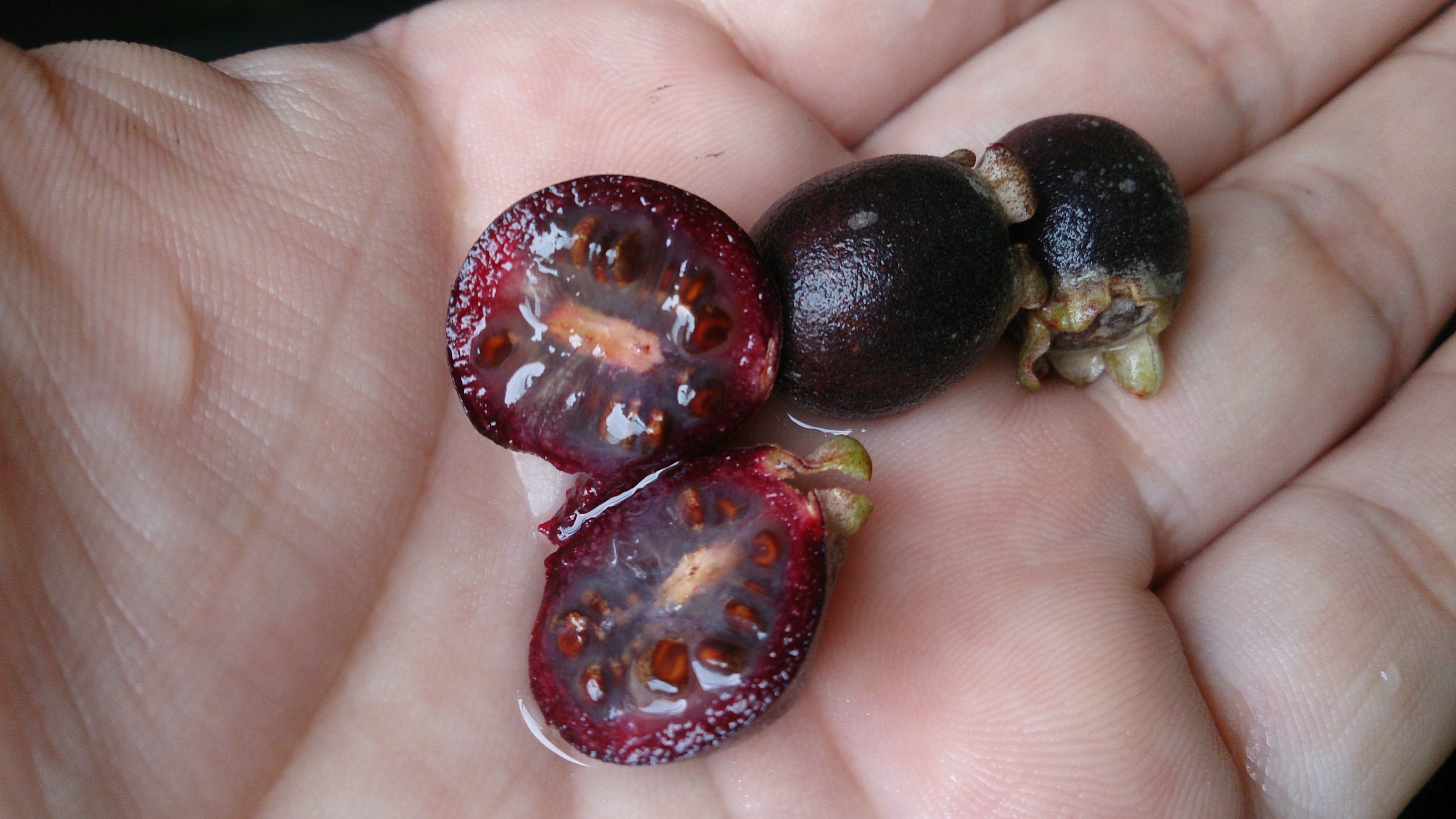
Aufgeschnittene Frucht

### Habitus und Blätter
Rhodomyrtus tomentosa ist ein immergrüner Strauch mit Wuchshöhen von 2 bis 3 Metern. Die Borke ist braun und schuppig. Die Rinde der stielrunden jungen Zweige ist grau. Die gegenständig angeordneten Laubblätter sind in Blattstiel und -spreite gegliedert. Der kurze Blattstiel ist 0,4 bis 1 Zentimeter lang. Die ledrige, ganzrandige Blattspreite ist bei einer Länge von 5 bis 8 Zentimetern sowie einer Breite von 2 bis 3,5 Zentimetern elliptisch bis verkehrt-eiförmig und abgerundet bis stumpf oder spitz, manchmal eingebuchtet oder auch feinstachelspitzig. Ihre Blattoberseite glänzt, wohingegen die hellere Unterseite dicht behaart ist. Die Nervatur ist dreizählig.

### Blüten
Die gestielten Blüten stehen einzeln oder zu wenigen in kurz gestielten, zymösen Büscheln zusammen und sind von zwei kleinen Deckblättern begleitet. Die zwittrigen Blüten sind radiärsymmetrisch und fünfzählig mit doppelter Blütenhülle. Die Kelchblätter sind weich behaart. Die fünf 10 bis 13 Millimeter langen Kronblätter haben einen Durchmesser von 2,5 bis 3 Zentimetern. Sie sind einheitlich pinkfarben oder außen weiß und innen rosa gefärbt. Es sind viele lange Staubblätter mit pinkfarbenen Staubfäden und goldgelben Staubbeuteln vorhanden. Der mehrkammerige Fruchtknoten ist unterständig, in einem behaarten Blütenbecher, mit einem langen Griffel.
Die Blühzeiten variieren von drei Monaten in China, beginnend ab März oder April, bis zu ganzjährig in Singapur.

### Früchte und Samen
Die eiförmigen bis rundlichen, vielsamigen Beeren, die Ähnlichkeiten zu Heidelbeeren aufweisen, sind im reifen Zustand dunkelviolett und essbar. Unreife Früchte sind grün. Sie haben eine Länge von 10 bis 15 Millimetern und sind mit einem haltbaren Kelch gekrönt. Sie besitzen 40 bis 45 Samen, die etwa 2 Millimeter lang und abgeflacht sind.
Die Chromosomenzahl beträgt 2n = 22.

## Ökologie
Die Ausbreitung der Samen findet über Vögel und Säugetiere statt, die die Beeren fressen und die unverdauten Samen über den Kot wieder ausscheiden (Endochorie). Eine Verschleppung der Beeren durch Ameisen (Myrmekochorie) findet ebenfalls statt.
Eine vegetative Vermehrung ist nicht beschrieben worden.
Die Rhodomyrtus tomentosa ist anspruchslos, frosttolerant, temperaturresistent und resistent gegen einige Schädlinge. Die Sträucher wachsen bis in eine Höhenlage von 2400 Metern an halbschattigen bis stark sonnigen Standorten. Sie sind anzutreffen in Küstenbereichen auf salzigen und sandigen Böden, auf saurem Substrat sowie in Uferzonen, in Feuchtgebieten, an Moorrändern und in Regenwäldern. Auf alkalischen Böden wächst Rhodomyrtus tomentosa nicht. Aufgrund der Anspruchslosigkeit wird ein breites Spektrum an unterschiedlichen Umweltbedingungen toleriert. Die Hitzeresistenz führt dazu, dass nach Waldbränden der Strauch sich schnell erholt und wieder aussprießt.

## Ursprüngliche und neobiotische Verbreitung

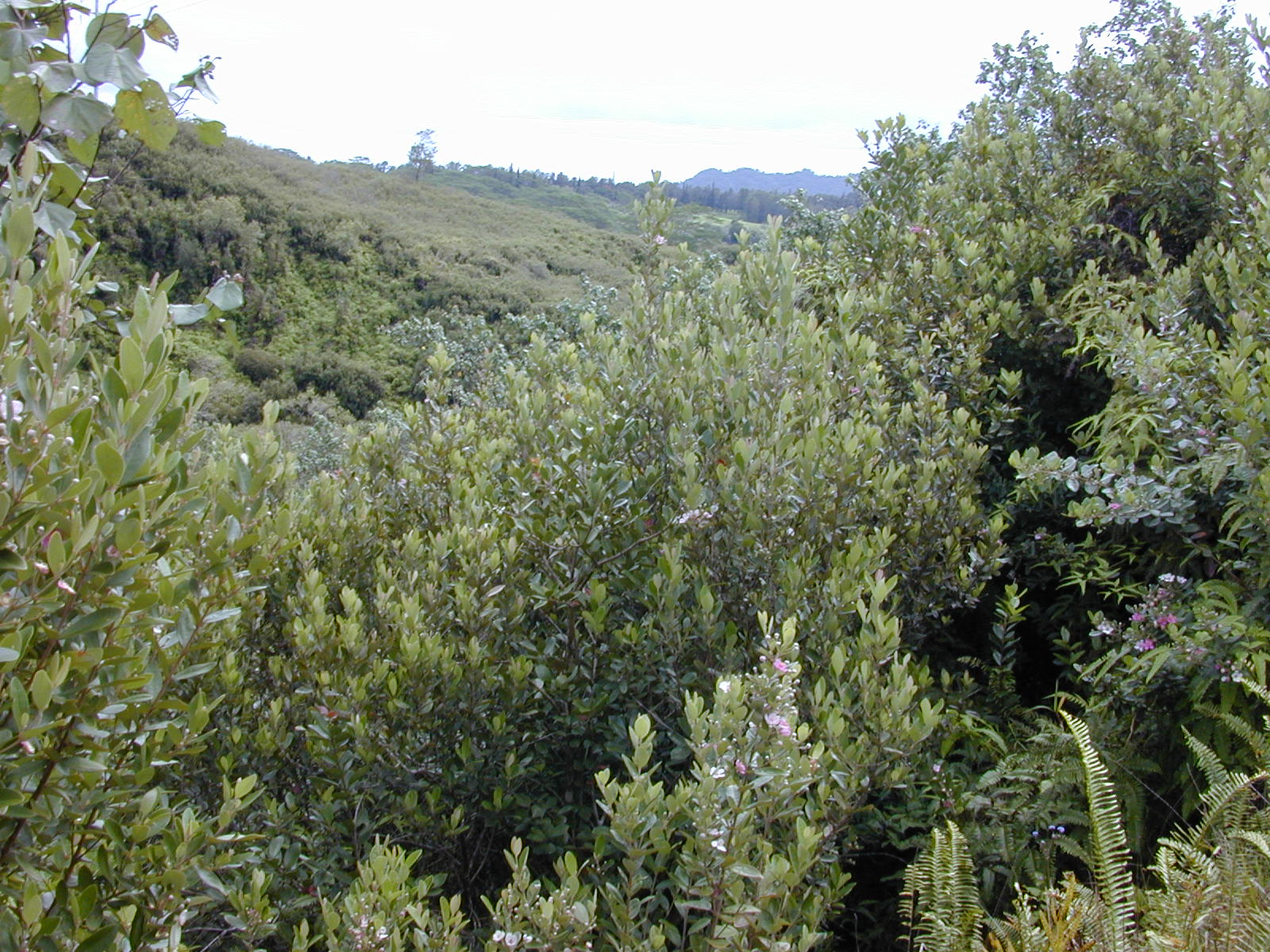
Rhodomyrtus tomentosa als invasive Pflanze, Hawaii

Rhodomyrtus tomentosa ist ursprünglich in tropischen und subtropischen Ländern wie Indien, Ost- bis Südchina, Kambodscha, Hongkong, Taiwan, auf den Philippinen, in Malaysia, Vietnam, Laos, Indonesien sowie auf den japanischen Ryūkyū-Inseln verbreitet.
Durch die Nutzung im Landschaftsbau als Nutz- und Zierpflanze und als Medizinalpflanze wurde Rhodomyrtus tomentosa in zahlreichen weiteren Ländern als Neobiont eingeführt und hat sich durch aggressive invasive Ausbreitung vielfach zum Problem entwickelt. Aufgrund der hohen Samenproduktion, der robusten Eigenschaften, der ausgeprägten Feuerresistenz und der rasanten Verschleppung der Samen durch Tiere besiedelte diese Art unkontrolliert viele Regionen mit ähnlichen Lebensräumen.
Im amerikanischen Bundesstaat Florida wurde dieses Myrtengewächs 1920 als attraktive Zierpflanze eingeschleppt. Rhodomyrtus tomentosa bildete in den dortigen Kiefernwäldern im Unterholz monotypische Dickichte, verdrängte dadurch die natürliche Vegetation und drang bis in die Mangrovenwälder vor. Die Pflanze ist vom Florida Exotic Pest Plant Council als schädliches gebietsfremdes Unkraut eingestuft worden. Ähnliches invasives Verhalten als unkontrolliertes Unkraut konnte auch auf Hawaii beobachtet werden. Dort besiedelte das Holzgewächs einige Gebiete flächendeckend und dominiert in der Vegetation.
In den Küstengebieten des australischen Bundesstaats Queensland, wo die Sträucher in einigen Gärten angepflanzt wurden, wird befürchtet, dass eine ungesteuerte Ausbreitung von Rhodomyrtus tomentosa zu wirtschaftlichen Einschränkungen in der Weideproduktion und ökologisch zu einer Degradation der heimischen Vegetation führen könne. Die Einfuhr nach Westaustralien ist seit langem durch die nationale australische Quarantänestrategie untersagt. Ebenso ist in Neuseeland die Einfuhr verboten.

## Systematik
Die Erstveröffentlichung erfolgte 1789 unter dem Namen (Basionym) Myrtus tomentosa durch William Aiton. Das Artepitheton tomentosa (lateinisch für behaart) bezieht sich auf die filzig behaarte Blattunterseite. Die Neukombination zu Rhodomyrtus tomentosa (Aiton) Hassk. wurde durch Justus Karl Haßkarl veröffentlicht. Ein weiteres Synonym für Rhodomyrtus tomentosa (Aiton) Hassk. ist Cynomyrtus tomentosa (Aiton) Scriv. (1916).
Von Rhodomyrtus tomentosa sind in der Literatur zwei Varietäten beschrieben worden, die in verschiedenen Regionen der Erde vorkommen und sich nur geringfügig in der Blattform, der Struktur und dem Verlauf der Blattadern, den Längen der Blütenstiele, der Kelche und der Kelchlappen unterscheiden:
- Rhodomyrtus tomentosa var. tomentosa (Synonyme: Myrtus canescens Lour.) ist vor allem in Südostasien, Südchina und Indochina beheimatet. Die Sträucher besiedeln das Flachland, Küstenwälder und Sekundärwälder bis zu einer Höhe von 1300 Metern. Die jungen Blätter sind weiß, glatt und glänzend und werden im Alter grau verholzt. Ihre Blattspitzen können spitz, aber auch stumpf sein. Die Blattadern verlaufen parallel, sind unauffällig und erheben sich nicht vom übrigen Blattgewebe. Die Blütenstiele weisen eine Länge von 1 bis 2,5 Zentimetern auf. Der Kelch ist 5 bis 7 Millimeter lang, der Kelchlappen ist 3 bis 4 Millimeter hoch.

- Die andere Varietät Rhodomyrtus tomentosa var. parviflora (Alston) A.J.Scott (Synonyme: Rhodomyrtus parviflora Alston und Myrtus tomentosa Aiton) ist in Indien und Sri Lanka beheimatet und kommt in Bergwäldern und Graslandschaften in Höhenlagen zwischen 1800 und 2700 Metern vor. Ihre Laubblätter mit deutlich sichtbarer Netznervatur sind cremefarben bis gelblich verholzt und weisen apikal Spitzen auf. Kelch und Kelchlappen sind mit 5 Millimetern und 2 bis 3 Millimetern etwas kürzer als bei Rhodomyrtus tomentosa var. tomentosa. Die Stiele sind kürzer als 1 Zentimeter.[16]

## Nutzung

### Verwendung als Zier- und Nutzpflanze

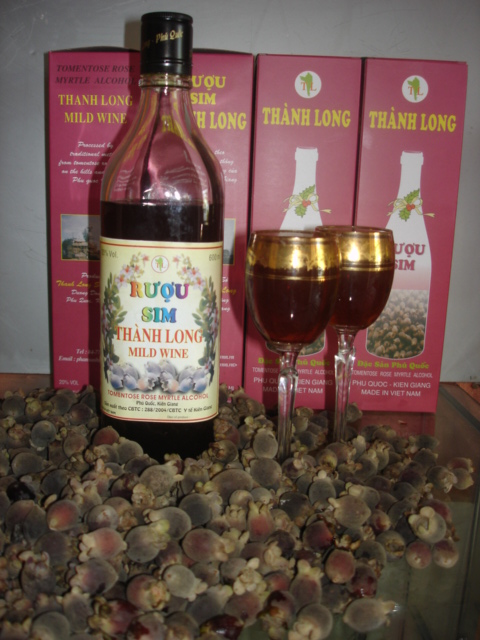
Rượu Sim

Als attraktive Zierpflanze und aufgrund der vielen Beeren wurde Rhodomyrtus tomentosa in Grünanlagen und im Landschaftsbau verwendet und diente als vogelfreundlicher Zierstrauch. Die Früchte, die im unreifen Zustand grün sind und sich durch einen adstringierenden Geschmack auszeichnen, verlieren diesen bei der Reifung. Die reifen, aromatischen Früchte mit dem dunkel-purpurnen, weichen und sehr süßen Fruchtfleisch eignen sich direkt zum Verzehr, oder die Beeren werden zu Torten, Gelees, Marmeladen, Salaten oder, wie in Vietnam, zu einem Wein (Rượu Sim) verarbeitet.
Auf Hawaii wurden die Blüten für Tomake-Lei zu Blütenketten verwendet. In China kultivierte man die schnell wachsende Rhodomyrtus tomentosa als Schattenspender für langsam wachsende, heimische Arten. In Südchina pflanzte man Rhodomyrtus tomentosa als Pionierpflanze bei der Wiederbegrünung degradierter Berghänge.

### Verwendung als Heilpflanze
Historisch wurde Rhodomyrtus tomentosa in der traditionellen chinesischen, malaysischen und vietnamesischen Volksmedizin als Heilpflanze zur Behandlung von Dysenterie, Durchfällen, gynäkologischen Erkrankungen und zur Stärkung des Immunsystems verwendet. Die antioxidativen, antibakteriellen, entzündungshemmenden bis hin zu antimykotischen Wirkungen konnten in mehreren pharmakologischen Studien nachgewiesen werden. Medizinische Erfolge konnten bei der Behandlung von Malaria erzielt werden. Östrogene Wirkungen sind ebenfalls beschrieben worden. Einige pharmakologisch aktiven Verbindungen inhibieren das Wachstum von Tumoren.

## Inhaltsstoffe

### Nährstoffzusammsetzung
Die aromatischen Früchte von Rhodomyrtus tomentosa sind reich an Proteinen, Aminosäuren, Lipiden, Kohlenhydraten, Vitaminen und Mineralstoffen. Der Gesamtzuckergehalt der Früchte ist im Vergleich zu anderen tropischen Früchten mit einem Anteil von 19,96 % des Trockengewichts sehr gering.
| Mineralstoffe pro 150 Gramm Früchte |          |           |         |         |         |
| Kalium                              | Calcium  | Magnesium | Eisen   | Zink    | Kupfer  |
| 221,76 mg                           | 73,65 mg | 3,23 mg   | 1,54 mg | 0,61 mg | 0,40 mg |

Der Vitamin-C-Gehalt der Früchte ist mit einem Anteil von 5,62 mg pro 150 g Frucht deutlich geringer als in anderen tropischen Früchten. Der Gehalt an Vitamin E, Tocopherol, ist hingegen mit 3,89 mg pro 150 g Frucht deutlich höher als beispielsweise in Avocados oder Mangos.
Die Früchte sind reich an verschiedenen Fruchtsäuren wie Äpfelsäure, Gallussäure, Kaffeesäure, Dihydrokaffeesäure und Chinasäure sowie den Gerbstoffen Brevifolincarbonsäure, Ölsäure und Gallensäuren. Sie weisen einen hohen Gehalt an Tryptophan auf.

### Phytochemische Zusammensetzung
In verschiedenen Pflanzenorganen von Rhodomyrtus tomentosa sind Anthocyane, Stilbene und Ellagitannine, Flavonoide, Triterpenoide und Meroterpene enthalten. Cyanidin-3-O-glycosid, ein wasserlösliches Anthocyan, das in den Vakuolen der reifen Früchte vorkommt, ist für deren dunkle Färbung verantwortlich.

## Pharmakologie
Bisher (Stand 2016) konnten 42 verschiedene Inhaltsstoffe mit teilweise pharmakologischen Wirkungen identifiziert und chemisch beschrieben werden. Besondere Bedeutung in Bezug auf die gesundheitsfördernden Wirkungen haben dabei die Inhaltsstoffe Piceatannol, Myricetin und Rhodomyrton.

### Piceatannol, Myricetin und Rhodomyrton

Piceatannol

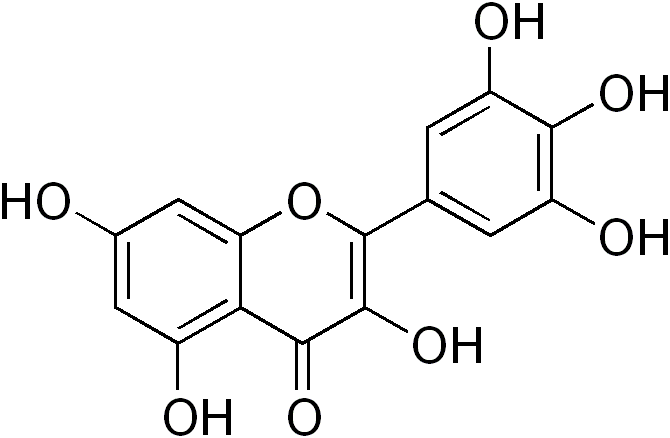
Myricetin

Piceatannol, C14H12O4, ein hydroxyliertes Derivat von Stilben isoliert aus den Früchten, schützt humane epidermale Keratinozyten vor der Zytotoxizität durch UV-B-Strahlung von 290 bis 320 nm. Der Wirkstoff verhindert die durch intensive UV-B-Strahlen des Sonnenlichts hervorgerufene Bildung der Pyrimidin-Dimere in der DNA der Keratinozyten, indem die Aktivität der zellulären DNA-Polymerase, die für die Reparatur dieser DNA-Schäden zuständig ist, gesteigert wird. Zusätzlich verringert Piceatannol die Sekretion des Entzündungsmediators Prostaglandin E2.
Myricetin, C15H10O8, ein Polyphenol aus der Gruppe der Flavonoide, das in den Früchten vorkommt, gehört zu den pflanzlichen Sekundärmetaboliten mit antioxidativen und immunologischen Wirkungen. Myricetin beeinflusst Allergien, indem der Wirkstoff die Degranulation der Mastzellen hemmt. Dabei unterbindet Myricetin die Erhöhung der intrazellulären Calciumionenkonzentration und blockiert die Freisetzung der β-Hexosaminidasen. Die Histamin-Ausschüttung aus den Mastzellen, die eine Folge der allergischen Reaktion ist und zur Anschwellung der Schleimhäute führt, ist dadurch gestört. Zusätzlich zeigt der Wirkstoff inhibierende Effekte auf die Interleukin-4-Konzentration und auf den Tumornekrosefaktor-alpha (TNF-α).
Rhodomyrton, C26H34O6, ein Acylphlorogluzinol, das in den Blättern verschiedener Gattungen der Familie der Myrtaceae vertreten ist, wirkt in eukaryotischen Zellen vor allem entzündungshemmend. Dieser Wirkstoff inhibiert die Transkription und die Expression einiger Entzündungsmediatoren wie DEFB4 (Beta-Defensin 4), IL-1B (Interleukin-1β), IL-17C (Interleukin-17C), LCN2 (Lipocalin-2) sowie Hepcidin und den Transkriptionsfaktor NF-kB. Darüber hinaus reduziert Rhodomyrton die Konzentration an Sauerstoffradikalen in der Zelle und beeinflusst die Weiterleitung von Informationen. Eine wachstumshemmende Wirkung von Rhodomyrton auf Krebszellen, die mit zellmorphologischen Veränderungen wie Chromatinkondensation, Zellkernfragmentierung (Karyorrhexis) und Aktivierung der Caspasen einhergeht, ist beschrieben worden.

#### Rhodomyrton hemmt das Wachstum von Krankheitserregern
Die Blätter von Rhodmyrtus tomentosa enthalten das pflanzliche Antibiotikum Rhodomyrton. Rhodomyrton zeigte in verschiedenen Experimenten antimikrobielle Aktivitäten gegen ein breites Spektrum grampositiver Bakterien. Dazu gehören beispielsweise Streptococcus mutans, Streptococcus gordonii, Streptococcus pneumoniae, Streptococcus pyogenes, Propionibacterium acnes und Bacillus cereus, aber auch Vancomycin-resistente Enterokokken sowie der MRSA-Keim Staphylococcus aureus.
Auch auf Clostridioides difficile, einen Erreger, der Colitis und schwere Diarrhöe verursacht, zeigt Rhodomyrton – im Vergleich zum herkömmlich eingesetzten Antibiotikum Vancomycin – bakterizide Wirkung. Die bakterizide minimale Hemm-Konzentration von Rhodomyrton mit 1,23 bis 5 mg/L liegt im Vergleich zu Vancomycin (5 mg/L bis über 40 mg/L) signifikant niedriger. Zudem gibt es bei Clostridioides unter der Behandlung von Rhodomyrton Hinweise auf eine fehlerhafte Zellteilung und Sporulation.
Gramnegative Bakterien sind gegenüber Rhodomyrton resistent, vermutlich aufgrund der neutralisierenden Wirkung der Lipopolysaccharide der äußeren Membran.

#### Biologische Wirkung von Rhodomyrton
Rhodomyrton wirkt nicht wie die klassischen Antibiotika, die die Replikation der DNA, die Transkription und die Translation oder die Synthese der Zellwand inhibieren, sondern der Stoff entkoppelt das Membranpotential der Bakterienzelle. Bedingt durch die Molekülstruktur lagert sich Rhodomyrton an die Köpfchen der Membranlipide der Zellmembran an und induziert großflächig die Einstülpung der Zellmembran ins Zellinnere. Diese Bildung der Membranvesikel erhöht gleichzeitig die Membranfluidität und verändert die Lage der Membranproteine, sodass dadurch mehrere wichtige Zellfunktionen eingeschränkt werden. Das Membranpotential bricht innerhalb weniger Sekunden zusammen. Die Cytochrom-c-Oxidase von Staphylokokken wird gehemmt und es kommt zur Freisetzung von Energiemolekülen (ATP) und kleineren, zytoplasmatischen Proteinen.
Bei Streptococcus pyogenes reduziert Rhodomyrton die Expression bekannter Virulenzfaktoren, wie der Glycerinaldehyd-3-phosphat-Dehydrogenase, des CAMP-Faktors und des Streptokokken-Pyrogens Exotoxin C (SPE-C), eines Superantigens.
Des Weiteren blockiert der Wirkstoff die Staphyloxanthin-Biosynthese von Staphylococcus aureus und setzt die Resistenz gegenüber Wasserstoffperoxid und Singulettsauerstoff herab. Zusätzlich hemmt Rhodomyrton die von Staphylococcus aureus verursachte Bildung von Biofilmen, die mit klassischen Antibiotika schwer zu behandeln ist.

## Trivialnamen
Es sind viele regionale Trivialnamen im Umlauf: „Ceylon hill gooseberry“ (Englisch), „Hill gooseberry“ (Englisch), „Hill guava“ (Englisch), „Downy myrtle“ (Englisch-Florida), „Downy rose-myrtle“ (Englisch-Florida), „Rose myrtle“ (Englisch-Florida), „Isenberg-bush“ (Englisch-Hawaii), „Myrte-groseille“ (Französisch), „Feijoa“ (Französisch), „Gauyabilla forstero“ (Spanisch), „Seeta-pera“ (Sri Lanka), „Kemunting“ (Malaysisch), „Gangrenzi“ (Chinesisch), „Tao jin niang“ (Chinesisch), „Ratberry“ (Hawaii), „Ceylon hill cherry“, „Thoh“ (Thailändisch), „Phruat“ und „Phruat-kinluk“ (Vietnamesisch), „Sragan“ (Kambodscha), „Harendong sabrang“ (Indonesisch), Bärentraubenmyrte (Deutsch).